# Мањано (Бјела)
Мањано (итал. Magnano) је насеље у Италији у округу Бијела, региону Пијемонт.
Према процени из 2011. у насељу је живело 140 становника. Насеље се налази на надморској висини од 538 м.

## Становништво
Према резултатима пописа становништва 2011. у општини је живело 378 становника.
| 1936. | 1951. | 1961. | 1971. | 1981. | 1991. | 2001. | 2011. |
| ----- | ----- | ----- | ----- | ----- | ----- | ----- | ----- |
| 1.007 | 699   | 611   | 465   | 377   | 381   | 376   | 378   |